# Sphenomorphus scotophilus
Sphenomorphus scotophilus este o specie de șopârle din genul Sphenomorphus, familia Scincidae, descrisă de Boulenger 1900. Conform Catalogue of Life specia Sphenomorphus scotophilus nu are subspecii cunoscute.